# Skoki do wody na Letniej Uniwersjadzie 2019
Zawody w skokach do wody zostały rozegrane podczas Letniej Uniwersjady 2019 w dniach 2–8 lipca 2019 r. na basenie Mostra d'Oltremare w Neapolu. 

## Medaliści i medalistki

### Mężczyźni
| Konkurencja                       | Złoto         | Srebro          | Brąz                     |
| --------------------------------- | ------------- | --------------- | ------------------------ |
| Trampolina 1 metr                 | Liu Chengming | Frithjof Seidel | Gabriele Auber           |
| Trampolina 3 metry                | Liu Chengming | Yi Jae-gyeong   | Ilia Mołczanow           |
| Wieża 10 metrów                   | José Balleza  | Huang Bowen     | Laurent Gosselin-Paradis |
| Trampolina 3 metry synchronicznie | Chiny         | Rosja           | Włochy                   |
| Wieża 10 metrów synchronicznie    | Chiny         | Meksyk          | Kanada                   |
| Klasyfikacja drużynowa            | Chiny         | Meksyk          | Rosja                    |

### Kobiety
| Konkurencja                       | Złoto              | Srebro            | Brąz              |
| --------------------------------- | ------------------ | ----------------- | ----------------- |
| Trampolina 1 metr                 | Song Shoulin       | Wu Chunting       | Daria Lenz        |
| Trampolina 3 metry                | Wu Chunting        | Dolores Hernández | Karina Szkliar    |
| Wieża 10 metrów                   | Alejandra Estrella | Cho Eun-bi        | Gemma McArthur    |
| Trampolina 3 metry synchronicznie | Meksyk             | Chiny             | Stany Zjednoczone |
| Wieża 10 metrów synchronicznie    | Chiny              | Meksyk            | Korea Południowa  |
| Klasyfikacja drużynowa            | Chiny              | Meksyk            | Korea Południowa  |

## Źródła
1. ↑  Handbook - Diving [online].